# Kafr Jasif
Kafr Jasif (hebrejsky כַּפְר יָסִיף nebo כפר יאסיף,arabsky كفر ياسيف, v oficiálním přepisu do angličtiny Kafar Yasif) je místní rada (malé město) v Izraeli, v Severním distriktu.

## Geografie
Leží v nadmořské výšce 62 metrů, na pahorcích na západním okraji Horní Galileji, které zde cca 8 kilometrů od břehů Středozemního moře již přecházejí do pobřežní nížiny. Západně od města ústí vádí Nachal Jichar do Nachal Jasaf, do kterého pak ještě dál k západu přitéká vádí Nachal Zoch.
Město leží cca 105 kilometrů severoseverovýchodně od centra Tel Avivu a cca 22 kilometrů severovýchodně od centra Haify. Společně se sousední obcí Abu Sinan tvoří souvislou aglomeraci.
Kafr Jasif je situován v hustě osídleném a zemědělsky intenzivně využívaném pásu, přičemž osídlení v tomto regionu je etnicky smíšené. Vlastní Kafr Jasif obývají Izraelští Arabové stejně jako mnohá další sídla v okolí. Na severu a západě začíná region s demografickou převahou židů. Město je na dopravní síť napojeno pomocí dálnice číslo 70.

## Dějiny
Kafr Jasif stojí na místě starověkého židovského sídla zmiňovaného v Talmudu a Mišně. Ještě předtím v biblických dobách se zmiňuje v Knize Jozue 19,29 lokalita Chósa, identifikovaná s nynějším Kafr Jasif. Židovská komunita zde byla přítomna až do 19. století. Roku 1824 vesnici navštívil židovský cestovatel David d'Beth Hillel a nalezl zde cca 15 židovských rodin mluvících arabsky, kterým zde sloužila malá synagoga. V roce 1841 ale byla zdejší židovská komunita zničena a zbylí židé přesídlili do města Akko. V Kafr Jasif se ale dodnes dochoval židovský hřbitov. Koncem 19. století popisuje francouzský cestovatel Victor Guérin Kafr Jasif jako vesnici se 600 obyvateli muslimské a křesťanské víry.
Už v roce 1925 byl Kafr Jasif povýšen na místní radu (malé město). V únoru 1939 byla polovina obce vypálena britskou armádou jako odveta za útok na britského vojáka. Když bylo o rok později zjištěno, že útočník nepocházel z Kafr Jasif, byla obec odškodněna. Britská správa zde zaplatila výstavbu nové radnice a nové školy. Tato škola zde funguje dodnes. Jde o jednu z nejstarších institucí středního vzdělávání založenou pro Araby v tehdejší mandátní Palestině. Obec vyniká vysokým podílem lidí s vyšším vzděláním. Kromě střední školy zde fungují i 2 základní školy.
Kafr Jasif byl dobyt izraelskou armádou v rámci Operace Dekel během války za nezávislost v červenci roku 1948. Obec pak nebyla na rozdíl od mnoha jiných arabských vesnic dobytých Izraelem vysídlena a zachovala si svůj arabský ráz. Po válce byla populace vesnice rozšířena zhruba o 30 % z řad Arabů vystěhovaných z jiných arabských obcí v okolí. Ve městě panuje náboženská tolerance.

## Demografie
Kafr Jasif je etnicky zcela arabské město. Podle údajů z roku 2005 tvořili arabští křesťané 56 %, muslimští Arabové 41 % a arabsky mluvící Drúzové 3 % populace. Jde o menší sídlo městského charakteru, které ale na okrajích přechází v rozptýlenou zástavbu vesnického typu. K 31. prosinci 2017 zde žilo 9900 lidí.
| Rok            | 1922 | 1931 | 1945 | 1948  | 1949  | 1955  | 1961  | 1972  | 1980  | 1983  | 1990  | 1993  | 1994  | 1995  | 1996  | 1997  | 1998  | 1999  | 2000 |
| -------------- | ---- | ---- | ---- | ----- | ----- | ----- | ----- | ----- | ----- | ----- | ----- | ----- | ----- | ----- | ----- | ----- | ----- | ----- | ---- |
| Počet obyvatel | 870  | 1057 | 1400 | 1 801 | 2 300 | 3 000 | 3 800 | 5 300 | 5 200 | 6 100 | 6 600 | 6 700 | 6 800 | 6 900 | 7 000 | 7 200 | 7 400 | 7 500 |      |

| Rok            | 2001  | 2002  | 2003  | 2004  | 2005  | 2006  | 2007  | 2008  | 2009  | 2010  | 2011  | 2012  | 2013  | 2014  | 2015  | 2016  | 2017  |
| -------------- | ----- | ----- | ----- | ----- | ----- | ----- | ----- | ----- | ----- | ----- | ----- | ----- | ----- | ----- | ----- | ----- | ----- |
| Počet obyvatel | 7 700 | 7 800 | 8 100 | 8 200 | 8 300 | 8 400 | 8 500 | 8 680 | 8 715 | 8 800 | 8 900 | 9 100 | 9 300 | 9 400 | 9 600 | 9 700 | 9 900 |